# 喬治亞被佔領領土
喬治亞被佔領領土是指2008年南奧塞提亞戰爭之後，俄羅斯軍事佔領的喬治亞領土，主要包括阿布哈茲和南奧塞提亞。阿布哈茲和南奧塞提亞雖然在名義上是獨立國家，但實際上在政治和軍事方面都和俄羅斯一體化。喬治亞拒絕承認俄羅斯佔領這些領土合法。這些領土佔喬治亞總面積的20%。
2008年10月23日，格鲁吉亚议会通过了《关于被占领土的法律》，法律上的名称为阿布哈兹自治共和国和茨欣瓦利地区以及邻近地区，在被俄罗斯实际控制的南奥塞梯和阿布哈兹领土上建立了一个特殊的法律制度。因格鲁吉亚政府早在1991年就废除了“南奥塞梯自治州”，原南奥塞梯的领土被划入内卡尔特利、姆茨赫塔-姆蒂亚内蒂、拉恰-列其呼米和下斯瓦内蒂和伊梅雷蒂四个大区，格鲁吉亚和国际社会普遍称其为“茨欣瓦利及临近地区”。
根据喬治亞被占领土法令，外国访客如果需要访问阿布哈茲和南奧塞提亞，必须分别从祖格迪迪和哥里两个边境口岸入境，如果从其他口岸或俄罗斯一端入境阿布哈兹与南奥赛梯则是违法行为。
除俄罗斯之外，几乎所有联合国成员国均承认格鲁吉亚对被占领土的主权，且国际媒体在报道上述区域时也广泛使用“格鲁吉亚被占领领土”一称。
|                  |                                                        |                                                        |  |
| 涉及领土         | 阿布哈兹自治共和国                                     | 前南奥塞梯自治州                                       |  |
| ---------------- | ------------------------------------------------------ | ------------------------------------------------------ |  |
| 主权声索         | · (1992–至今)                                          | · (1992–至今)                                          |  |
| 事实政权         | 阿布哈茲 · (1992–至今)                                 | 南奥塞梯 · (1992–至今)                                 |  |
| 事实最高领导人   | 阿布哈兹总统 (1992–至今)                               | 南奥塞梯总统 (1992–至今)                               |  |
| 俄罗斯对其态度   | 俄罗斯自2008年俄格战争后就承认阿布哈兹共和国为独立国家 | 俄罗斯自2008年俄格战争后就承认南奥塞梯共和国为独立国家 |  |
| 事实上的军事存在 | 第七军事基地的存在，遭到格鲁吉亚的反对                 | 第四卫队军事基地的存在，遭到格鲁吉亚的反对             |  |
| 事实上的武装部队 | 阿布哈兹共和国武装部队                                 | 南奥塞梯武装部队                                       |  |
| 事实上流通的货币 | 俄罗斯卢布                                             | 俄罗斯卢布                                             |  |
| 护照             | 阿布哈兹护照。居民也有资格获得俄罗斯护照出国旅行。     | 南奥塞梯护照。居民也可申请俄罗斯护照出国旅行。         |  |